# Calvin Smith Jr.
Ne doit pas être confondu avec Calvin Smith.
Calvin Smith Jr. (né le 10 décembre 1987 à Lutz) est un athlète américain spécialiste du 400 mètres. 
Il est sacré champion du monde en salle du relais 4 × 400 m à trois reprises, en 2012, 2014 et 2016.

## Biographie
Étudiant à l'Université de Floride, il est le fils de Calvin Smith, l'ancien détenteur du record du monde du 100 mètres.
Il se révèle durant la saison 2006 en se classant troisième du 200 m et quatrième du 400 m lors des Championnats des États-Unis juniors. Éliminé en demi-finale des Championnats du monde juniors 2006 de Pékin, il remporte son premier titre international dès l'année suivante en s'imposant en finale du 400 m de la première édition des Championnats NACAC se déroulant à San Salvador. Cinquième des sélections olympiques américaines qualificatives pour les Jeux de Pékin, en 2008, il intègre l'équipe du relais 4 × 400 mètres mais ne prend pas part aux compétitions. 
Le 17 avril 2010, Calvin Smith Jr. descend pour la première fois sous la barrière des 45 secondes au 400 m en réalisant le temps de 44 s 81 lors du meeting Memorial Classic en plein air de Gainesville, devançant notamment de huit centièmes de seconde son compatriote Tyson Gay.
En 2011, Calvin Smith s'impose lors du meeting Shanghai Golden Grand Prix, première épreuve du 400 mètres de la Ligue de diamant 2011, devançant avec le temps de 45 s 47 Greg Nixon et David Neville.
Il remporte le titre du relais 4 × 400 mètres des Championnats du monde en salle 2012, à Istanbul, aux côtés de ses compatriotes Frankie Wright, Manteo Mitchell et Gil Roberts. L'équipe des États-Unis devance le Royaume-Uni et Trinité-et-Tobago.
Le 9 juin 2012, à l'occasion du meeting Adidas Grand Prix de New York, 6e étape de la ligue de diamant 2012, il finit 4e du 400 mètres en 45 s 44 (SB), derrière notamment le jeune athlète dominicain Luguelín Santos (45 s 24) et Jeremy Wariner (45 s 30),.
Sélectionné pour les championnats du monde en salle 2014 de Sopot en Pologne, il remporte la médaille d'or de l'épreuve du relais 4 × 400 mètres, en compagnie de Kyle Clemons, David Verburg et Kind Butler III, devant le Royaume-Uni et la Jamaïque. L'équipe des États-Unis établit à cette occasion un nouveau record du monde en 3 min 2 s 13.
Le 20 mars 2016, Smith Jr. est sacré champion du monde en salle avec ses coéquipiers du relais 4 x 400 m lors des championnats du monde en salle de Portland en 3 min 02 s 45, devant les Bahamas (3 min 04 s 75) et Trinité-et-Tobago (3 min 05 s 51).

### Palmarès
| Date | Compétition                    | Lieu         | Résultat | Épreuve   | Temps         |
| ---- | ------------------------------ | ------------ | -------- | --------- | ------------- |
| 2007 | Championnats NACAC             | San Salvador | 1er      | 400 m     | 45 s 52       |
| 2007 | Championnats NACAC             | San Salvador | 1er      | 4 x 400 m | 3 min 02 s 78 |
| 2012 | Championnats du monde en salle | Istanbul     | 1er      | 4 × 400 m |               |
| 2012 | DécaNation                     | Albi         | 1re      | 400 m     | 46 s 15       |
| 2014 | Championnats du monde en salle | Sopot        | 1er      | 4 × 400 m | 3 min 2 s 13  |
| 2015 | Championnats NACAC             | San José     | 1re      | 4 x 400 m | 3 min 00 s 07 |
| 2016 | Championnats du monde en salle | Portland     | 1er      | 4 × 400 m | 3 min 02 s 45 |

### Records
| Épreuve          | Performance | Lieu         | Date            |
| ---------------- | ----------- | ------------ | --------------- |
| 400 m            | 44 s 81     | Gainesville  | 17 avril 2010   |
| 400 m (en salle) | 45 s 61     | Fayetteville | 28 février 2010 |